# Elizabeth Valdez
Guadalupe Elizabeth Valdez Gazal (Cidade do México, 11 de setembro de 1984) é uma atriz mexicana.

## Biografia
Tem uma renomada carreira no teatro , no cinema e como apresentadora.
Estreou na televisão em 2011, na novela Dos hogares, onde atuou ao lado de Anahí e Carlos Ponce.
Em 2012 integrou o elenco da novela Cachito de cielo, dividindo créditos com Maite Perroni e Pedro Fernández.
Já no ano de 2013 participou da novela Corazón indomable, e atuou ao lado de Ana Brenda, Daniel Arenas, Elizabeth álvarez, René Strickler e Juan Ángel Esparza.
Em 2015, havia humores de que a atriz estaria se envolvendo com o ator Adrián Uribe, mas nada foi confirmado.

## Filmografia

### Telenovelas
- Amores con trampa (2015) .... Malena Bocelli (hermana de Isabel)
- Corazón indomable (2013) .... Esther Bravo de García
- Cachito de cielo (2012) .... Diana Gomez Obregon
- Dos hogares (2011) .... Beatriz Noriega

### Programas de TV
- Lo que callamos las mujeres (2012)

### Cinema
- Bienvenida (2013) .... Peruana
- Pós II (2011) .... Sara
- Al Acecho del Leopardo (2011) .... Señorita Katia
- Sueño Mexicano (2009-2010) .... Monita
- 180 grados (2010) .... Sofy
- Sin Retorno (2007) .... Mujer
- Hasta el viento Tiene Miedo (2006) .... Ivette
- Lo que se hereda no se hurta (2006) .... Maria
- La Última Noche (2004) .... Elena
- Cero y Van Cuatro (2003) .... Alicia Hija
- Las Lloronas (2002) .... Diana

### Teatro
- Tres Cuervos
- Cuatro Reinas y Media y un Rey
- Hamlet Bajo Apocalipsis
- El Pozo de los Mil Demonios

### Séries de TV
- Como Dice el Dicho (2014-2015) .... Marisol / Irene / Miss Yoli
- Morrer en Martes (2010) .... Silvia Morales
- Los Simuladores (2009)
- Hermanos y Detectives (2009)
- Bolsa de Trabajo (2008) .... Lola
- Touch Screen La Serie (2008) .... Lore
- La Rosa de Guadalupe (2008-2015)
- Decisiones (2005-2008)

### Condução
- Activon-Telehit (Telehit)
- ActivonTv (Galavision)

### Programas infantis e juvenis
- SPP "Sin Permiso de tus padres" (2002)
- Disney Club (1999-2001)
- La Hora De Los Chavos (1997-1998) .... Paty Pachoy

## Prêmios
- DIOSA DE PLATA (2008)- Melhor Papel de Quadro Feminino: por personagem Ivette (Hasta el Viento Tiene Miedo)- Ganhadora
- DIOSA DE PLATA (2006)- Melhor Co-Atuação Feminina: por personagem Elena (La Ultima Noche)- Ganhadora
- MTV MOVIE AWARDS (2005)- Atriz Favorita: por personagem Diana (Las Lloronas)- Nomeada